# Tirupattur
Tirupattur (Tamil: திருப்பத்தூர் Tiruppattur [ˈt̪irɯˌpːat̪ːuːr], auch Tirupathur, Thirupathur) ist eine Stadt im indischen Bundesstaat Tamil Nadu. Die Einwohnerzahl beträgt rund 64.000 (Volkszählung 2011). Tirupattur ist Verwaltungssitz des Distrikts Tirupattur.

## Geografie
Tirupattur liegt im nördlichen Binnenland Tamil Nadus rund 90 Kilometer südwestlich von Vellore und 220 Kilometer westlich der Hauptstadt Chennai. Die Stadt befindet sich in der Ebene unweit der Jawadi- und Yelagiri-Berge. Wegen der reichen Sandelholzvorkommen in den umliegenden Berggegenden ist Tirupattur als „Sandelholzstadt“ (Sandalwood City) bekannt.

## Bevölkerung
Nach der Volkszählung 2011 hat Tirupattur 64.125 Einwohner. 68 Prozent der sind Hindus. Daneben gibt es eine größere muslimische Minderheit (28 Prozent) sowie eine kleine Minderheit von Christen (3 Prozent). Die Hauptsprache ist, wie in ganz Tamil Nadu, das Tamil, das von 63 Prozent der Bevölkerung als Muttersprache gesprochen wird. Der größte Teil der Muslime (28 Prozent der Gesamtbevölkerung) spricht Urdu. Ferner gibt es eine Minderheit von Sprechern des Telugu (6 Prozent).